# ایتالکی
ایتالکی (به انگلیسی: italki) یک سکوی یادگیری زبان آنلاین است که زبان آموزان و معلمان را از طریق چت ویدیویی به هم متصل می‌کند. این سایت به دانش آموزان امکان می‌دهد معلمان آنلاین را برای تدریس خصوصی با دسترسی‌های آسان بیابند.